# Time II
Time II je druhé studiové album jugoslávské rockové skupiny Time, vydané v roce 1975. Album produkuje stejný producent jako jejich debut, tedy Vladimir Mihaljek Miha.

## Seznam skladeb

### Strana 1
1. "Divlje guske"
2. "Balada o 2000"
3. "Da li znaš da te volim"

### Strana 2
1. "Alfa Romeo GTA"
2. "Dok ja i moj miš sviramo jazz"
3. "Živjeti slobodno"